# Großer Preis von Großbritannien 1995
Der Große Preis von Großbritannien 1995 (offiziell XLVIII British Grand Prix) fand am 16. Juli auf dem Silverstone Circuit in Silverstone statt und war das achte Rennen der Formel-1-Weltmeisterschaft 1995.

## Berichte

### Hintergründe
Nach dem Großen Preis von Frankreich führte Michael Schumacher in der Fahrerwertung mit neun Punkten vor Damon Hill und mit 20 Punkten vor Jean Alesi. In der Konstrukteurswertung führte Benetton-Renault mit fünf Punkten vor Ferrari und mit sieben Punkten vor Williams-Renault.
Vor dem Rennwochenende gab es einen Fahrerwechsel: Der Hauptfahrer des Footwork-Teams, Gianni Morbidelli wurde durch seinen Landsmann Massimiliano Papis ersetzt, welcher 1994 Testfahrer für das Team Lotus gewesen war, bevor sich das Team vor der Saison 1995 zurückzog. Papis brachte wertvolles Sponsoring von Altea, einem Krawattenhersteller, in das unterfinanzierte Team, das die Einnahmen, die sein bezahlter Fahrer-Teamkollege Taki Inoue bereits bereitgestellt hatte, ergänzte, um das Teambudget für das Jahr zu decken.
Mehrere Teams hatten in Vorbereitung auf das Rennwochenende Modifikationen an ihren Autos vorgenommen. Ferrari nahm Änderungen an den Seitenkästen des 412T2-Chassis vor um den Luftstrom um die Reifen zu verbessern und kehrte zu einem Diffusordesign zurück, das zu Beginn der Saison verwendet wurde. Das Ligier-Team ließ das Auto von Martin Brundle zum ersten Mal mit einer Servolenkung ausstatten und er entschied sich dafür, diese für das Rennen zu verwenden. Sein Teamkollege Olivier Panis, der zu Beginn der Saison mit dem System gefahren war, entschied sich dagegen. McLaren überarbeitete die Aufhängungsgeometrie seines problematischen MP4/10B-Chassis und Mika Häkkinens Auto wurde für das Aufwärmtraining am Sonntag und das Rennen selbst mit einer leistungsstärkeren Version seines Mercedes-V10-Motors ausgestattet. Teamchef Ron Dennis stellte in der Woche vor dem Rennen außerdem den erfahrenen Designer Steve Nichols erneut ein, der in den 1980er Jahren für das Team gearbeitet hatte. Footwork kam auch mit einer überarbeiteten Federung, während das Jordan-Team mit Bremsscheibensensoren an seinem Auto lief. Weiter hinten im Feld stellte das Forti-Team die überarbeitete Version seines FG01-Chassis für Roberto Moreno vor. Pedro Diniz hatte das Auto in seiner überarbeiteten Spezifikation erstmals beim vorangegangenen Großen Preis von Frankreich gefahren. Das überarbeitete Aerodynamikpaket umfasste eine höhere Nase und neue Seitenkästen. Beide Fahrer testeten auch eine Neuentwicklung des Ford-Cosworth ED-Motors in der Praxis.
Mit Hill (einmal) trat ein ehemaliger Sieger zu diesem Grand Prix an.

### Training
Vor dem Rennen fanden zwei Trainingseinheiten statt: Die erste am Freitagmorgen und die zweite am Samstagmorgen.
Das erste freie Training gewann Schumacher mit einer Zeit von 1:29,238 Minuten vor Hill und Alesi.
Im zweiten freien Training war erneut Schumacher mit einer Zeit von 1:31,390 Minuten der Schnellste vor Alesi und David Coulthard.

### Qualifying
Das Qualifying fand in zwei Abschnitten statt, die jeweils beste Zeit entschied über die Startposition.
Im ersten Qualifyingsegment (Q1) war Hill mit einer Zeit von 1:28,124 Minuten der Schnellste. Im zweiten Qualifyingsegment (Q2) fuhr Coulthard im Regen die Bestzeit mit 1:48,012 Minuten. Die Pole-Position sicherte sich somit Hill. Für Hill war es die achte seiner Karriere.

### Warm-Up
Die Fahrer gingen am Sonntagmorgen zu einem 30-minütigen Warm-up auf die Strecke. Häkkinen war Schnellster vor Hill und Coulthard.

### Rennen
Eine halbe Stunde vor Rennbeginn begann es zu regnen, hörte aber bald auf, so dass die Strecke um 14:00 Uhr bei einer Temperatur von 22 °C fast völlig trocken war. Insgesamt besuchten rund 110.000 Zuschauer das Rennen, davon 20.000 auf den Tribünen. Zum ersten Mal in der Geschichte der Veranstaltung waren die allgemeinen Eintrittskarten begrenzt, um sicherzustellen, dass alle Zuschauer einen guten Blick auf die Strecke hatten. Während einer Erkundungsrunde führte Andrea Montermini einen illegalen Trainingsstart durch, für den Pacific eine Geldstrafe von 5.000 US-Dollar und eine Sperre für drei Rennen erhielt.
Das Rennen wurde vom Kampf zwischen den Protagonisten der Fahrer-Weltmeisterschaft Schumacher und Hill dominiert. Hill, der von der Pole-Position startete, behielt in der Anfangsphase des Rennens seine Führung, während Schumacher, der neben ihm in der Startaufstellung stand, auf dem Weg zur ersten Kurve hinter Alesi zurückfiel. Obwohl Schumacher bis zu einem Boxenstopp hinter dem langsameren Ferrari aufgehalten wurde, nutzte er eine günstigere Ein-Stopp-Strategie, um in Runde 41 an Hill vorbeizukommen, der zwei Boxenstopps einlegte. Vier Runden später versuchte Hill an Schumacher vorbeizukommen, doch die beiden kollidierten und mussten das Rennen aufgeben. Dies beförderte Johnny Herbert und Coulthard, die um den dritten Platz kämpften, in den Kampf um die Führung. Coulthard überholte Herbert, fiel aber auf den dritten Platz hinter Alesi zurück, nachdem ihm wegen Geschwindigkeitsüberschreitung in der Boxengasse eine Stop-and-Go-Strafe auferlegt wurde.
Auch Mika Salo erwischte einen hervorragenden Start und rückte am Ende der ersten Runde auf den 17. Platz vor. Gerhard Berger und Eddie Irvine hatten unterdessen schlechte Starts, da sie mit rutschenden Kupplungen zu kämpfen hatten. Sie fielen auf den neunten bzw. 13. Platz zurück. Am Ende der ersten Runde führte Hill mit 1,1 Sekunden Vorsprung vor Alesi, Schumacher, Coulthard, Herbert, Häkkinen, Rubens Barrichello, Brundle, Berger und Heinz-Harald Frentzen. In der zweiten Runde versuchte Irvine, Panis in der Abbey-Schikane zu überholen, drehte sich dabei jedoch und fiel weiter zurück, kurz bevor sein Motor ausfiel, was ihn zum ersten Ausfall des Rennens machte. An anderer Stelle im Feld überholte Berger Brundle und Montermini überholte Diniz. An der Spitze des Feldes hatte Hill die Kontrolle und baute seinen Vorsprung auf Alesi in Runde 5 auf 6,2 Sekunden und in Runde 12 auf 12 Sekunden aus. Schumacher seinerseits wurde von Alesi aufgehalten. Aufgrund der aerodynamischen Turbulenzen, die durch den Luftstrom über dem Ferrari verursacht wurden, gelang es ihm jedoch nicht, nahe genug heranzukommen, um ein Überholmanöver zu versuchen. Weiter hinten gab es jedoch Überholmanöver: Mark Blundell und Panis überholten Frentzen in den ersten Runden, Ukyō Katayama und Jean-Christophe Boullion gingen an Pierluigi Martini vorbei und Luca Badoer kam an Bertrand Gachot vorbei. Am Ende des Feldes machte Diniz in Runde 6 den ersten von drei Boxenstopps, um Gangwahlprobleme mit seinem Forti zu untersuchen, aus dem er acht Runden später ausschied. Teamkollege Moreno machte in der zehnten Runde ebenfalls einen frühen Stopp, fuhr aber fort, allerdings bereits eine Runde hinter dem Spitzenreiter.
Als Hill seinen Vorsprung ausbaute, informierten die Stewards die Jordan- und Ligier-Teams darüber, dass Barrichello und Panis zu früh gestartet waren, wofür ihnen eine Stop&Go-Strafe von zehn Sekunden auferlegt wurde. Beide Fahrer waren zuvor beim Großen Preis von Frankreich und auch beim Großen Preis von Monaco für das gleiche Vergehen bestraft worden. Panis kassierte seine Strafe in Runde 12 und fiel vom 11. auf den 14. Platz zurück, Barrichello legte drei Runden später vom siebten Platz aus einen Boxenstopp ein und kam als Elfter wieder zurück. In der 15. Runde fand auch der erste geplante Boxenstopp statt, bei dem Coulthard, der ebenfalls von Alesi hinter Schumacher aufgehalten wurde, früher als geplant frischen Kraftstoff und neue Reifen aufnahm, um dem Ferrari bei seinem eigenen Besuch in der Boxengasse einen Vorsprung zu verschaffen. Als er wieder ins Rennen einstieg, erlitt Coulthards Williams einen elektronischen Defekt, der sich auf die Drosselklappensteuerung des Wagens beim Gangwechsel auswirkte, das Rennen setzte er aber trotzdem auf dem neunten Platz fort. In den nächsten Runden herrschte reges Treiben in der Boxengasse, da die Fahrer mit Zwei-Stopp-Strategie nach etwa einem Drittel der Renndistanz Boxenstopps einlegten. In Runde 17 drehte sich Brundle in Luffield vom siebten Platz und ließ sein Auto im Kiesbett landen. Inoue schied auf Platz 18 liegend aus, nachdem ein ähnlicher Fehler zu einem abgewürgten Motor führte. In derselben Runde legte Montermini vom 19. Platz aus einen Boxenstopp ein. In der folgenden Runde machte Alesi seinen Boxenstopp von der zweiten Position aus, er reihte sich vor Coulthard wieder ein, während Barrichello, der sich von seiner Strafe erholte, Frentzen überholte und sich so den achten Platz sicherte.
Schumacher begann langsam, Hills Vorsprung zu verringern, der auf 19,5 Sekunden angewachsen war. Salo machte in Runde 19 einen Boxenstopp und fiel hinter Papis und die Minardi-Fahrer zurück, gewann aber eine Position auf Boullion, als der Sauber-Fahrer in der nächsten Runde anhielt. Zu diesem Zeitpunkt waren Häkkinen und Berger auf den vierten bzw. fünften Platz vorgerückt, doch beide schieden in Runde 21 aus: Häkkinens McLaren hatte ein fortschreitendes elektronisches Problem, das zum Ausfall seines Hydrauliksystems führte und Berger kam kurz nach seinem ersten Boxenstopp wegen eines falsch montierten linken Vorderrads von der Strecke ab. Die verbleibenden Zweistopper machten in den Runden 21 und 22 Boxenstopps: Herbert kam vom dritten Platz und behielt seine Position, indem er vor Alesi und Coulthard wieder auf die Strecke kam, Blundell fiel vom vierten auf den siebten Platz zurück, Gachot behielt den 16. Platz und Barrichello und Panis machten ihre ersten geplanten Stopps, wobei der Jordan vom siebten auf den achten Platz zurückfiel und der Ligier vom neunten auf den elften Platz zurückkehrte. An der Spitze des Feldes landete Hill in Runde 22 und reihte sich neun Sekunden hinter Schumacher ein, der nun das Rennen anführte. In dieser Phase des Rennens kam es auch zu zwei weiteren Ausfällen: Montermini rutschte in Runde 22 vom 17. Platz ab, während Katayama, der selbst einen Boxenstopp einlegen musste, auf dem achten Platz ausschied, weil sein Motor aufgrund von Kraftstoffmangel ausfiel in der folgenden Runde. Am Ende der 23. Runde lautete die Startreihenfolge Schumacher, Hill, Herbert, Alesi, Coulthard, Frentzen, Blundell, Barrichello, Martini, Papis, Panis, Badoer, Salo, Boullion, Gachot und Moreno.
Mit neuen Reifen begann Hill nun Schumachers Vorsprung von neun Sekunden zu verkürzen. Als sich das Rennen der Halbzeit näherte, wurde den Teams klar, dass Schumacher sich für eine Ein-Stopp-Strategie entschieden hatte und dass sowohl er als auch Hill jeweils nur noch einen Stopp hatten. Frentzen, Papis und die Minardi-Fahrer entschieden sich ebenfalls für ein Einstopp-Rennen. Die abgenutzten Reifen von Papis und Martini ermöglichten es Panis, sie kurz nach seinem zweiten Stopp zu überholen. Papis machte in Runde 28 seinen ersten Boxenstopp bei einem Formel-1-Rennen, prallte dann aber am Ausgang der Boxengasse gegen die Absperrung, was zu Schäden an der Federung seines Footworks führte, was dazu führte, dass er in derselben Runde, in der er wieder auf die Rennstrecke zurückkehrte, ins Schleudern geriet und ausschied. In der nächsten Runde fiel Frentzen aufgrund seines einzigen Stopps vom sechsten auf den achten Platz zurück und wurde vier Runden später von Panis überholt, Martini fiel in Runde 30 ebenfalls vom 10. auf den 13. Platz zurück und Badoer rückte ebenfalls vom 10. auf den 13. Platz vor, als er in Runde 32 seinen Stopp einlegte.
An der Spitze des Feldes übernahm Hill wieder die Führung des Rennens, als Schumacher in Runde 31 seinen Boxenstopp einlegte und kam mit einem Rückstand von 20 Sekunden auf den zweiten Platz zurück. Hill bemühte sich nun mit aller Kraft, einen ausreichenden Vorsprung vor Schumacher aufzubauen – er fuhr in Runde 37 die schnellste Rundenzeit des Rennens von 1:29,752 –, um nach seinem zweiten Boxenstopp den ersten Platz zu behaupten. Salo begann in der nächsten Runde mit der zweiten Runde der Boxenstopps, ihm folgten zu gegebener Zeit Alesi, Herbert, Barrichello, Boullion, Gachot, Blundell, Panis und Coulthard. Coulthards Stopp war problematisch, obwohl er ihn vor Alesi brachte: Der elektronische Fehler seines Autos führte dazu, dass sein Geschwindigkeitsbegrenzersystem in der Boxengasse nicht funktionierte, und er überschritt die Geschwindigkeitsbegrenzung von 80 km/h in der Boxengasse. Er erhielt hierfür eine zehnsekündige Stop&Go-Strafe. Hill machte in Runde 41 seinen zweiten Stopp mit einem Vorsprung von 27 Sekunden vor Schumacher und die beiden waren fast gleichauf, als Hill das Ende der Boxengasse erreichte, aber Schumachers zusätzlicher Schwung ermöglichte es ihm vor Hill zu bleiben. Nach Abschluss der geplanten Boxenstopps in Runde 44 waren Schumacher und Hill dicht beisammen, dann kam es zu einem Rückstand auf einen ähnlichen Kampf zwischen Herbert und Coulthard, dann Alesi, Blundell, Barrichello, Panis, Frentzen, Martini, Badoer, Salo, Boullion, Gachot und Moreno. Moreno schied vier Runden später aus, weil in den pneumatischen Motorventilen seines Forti der Hydraulikdruck fehlte.
Schumacher und Hill hatten nun ähnliche Treibstoffmengen, aber Hill hatte einen neuen Reifensatz und begann sofort, Schumacher unter Druck zu setzen, wodurch der Abstand schnell auf weniger als eine halbe Sekunde verkürzt wurde. In Runde 46 versuchte Hill ein Überholmanöver an der Stowe-Kurve, konnte es jedoch aufgrund der Anwesenheit von Boullions überrundetem Sauber nicht beenden. Im weiteren Verlauf der Runde versuchte Hill es noch einmal, indem er am Eingang zur Priory-Linkskurve an Schumacher heranfuhr, doch Schumacher bog ein, um die Ideallinie zu übernehmen, und die beiden kollidierten, beide drehten sich ins Kiesbett, was zu ihrem Ausfall führte aus dem Rennen. Das Ausscheiden der beiden Führenden brachte nun ihre Teamkollegen in den Kampf um die Führung. Die beiden kollidierten beinahe an derselben Ecke, als Coulthard versuchte, Herbert zu überholen. Coulthard war vom Team nicht über seine Stop&Go-Strafe informiert worden, da man ihn nicht ablenken wollte, aber er sah die Strafbenachrichtigung auf einem der großen Fernsehbildschirme rund um die Rennstrecke. In Runde 49 überholte er Herbert, musste aber zwei Runden später die Strafe absitzen und fiel auf den dritten Platz hinter Alesi zurück. Der Ferrari-Fahrer lag immer noch dicht hinter Herbert, drosselte jedoch in den letzten Runden sein Tempo, als der Öldruck seines 412T2 nachzulassen begann. Nachdem die ersten drei Plätze feststanden, richtete sich die Aufmerksamkeit auf Barrichello, der sich dem Heck von Blundells Auto näherte und schneller war als der McLaren-Fahrer. In der vorletzten Runde startete Barrichello einen Überholversuch, aber Blundell verteidigte seine Position und die beiden kollidierten. Barrichello fiel aus, Blundell konnte mit einem kaputten linken Hinterreifen weiterfahren, was es Panis ermöglichte, ihn zu überholen. Es war das zweite Jahr in Folge, dass Barrichello in der Schlussphase mit einem McLaren-Fahrer kollidierte, da er im Vorjahr, als er ebenfalls um den vierten Platz kämpfte, in der letzten Kurve der letzten Runde mit Häkkinen in Kontakt gekommen war.
So überquerte Herbert nach 61 Runden die Zielflagge und gewann im 74. Anlauf sein erstes Formel-1-Rennen. Alesi und Coulthard komplettierten das Podium. Panis wurde Vierter vor Blundell. Frentzen hatte eine Runde Rückstand und komplettierte die Punkteränge, vierzig Sekunden vor einer engen Gruppe bestehend aus Martini, Salo und Boullion. Salo näherte sich spät im Rennen dem Minardi-Fahrer, nachdem er seinen Teamkollegen überholt hatte, wurde jedoch bei einem Überholversuch auf der Hangar-Geraden ins Gras geschleudert und drehte sich um 360 Grad. Badoer kam weitere zehn Sekunden hinter dieser Gruppe ins Ziel, nachdem er nach seinem letzten Boxenstopp ebenfalls von Boullion überholt worden war. Barrichello wurde auf dem 11. Platz gewertet, vor Gachot, der drei Runden hinter Herbert seine erste Zieleinfahrt seit dem Großen Preis von Belgien 1992 hatte.
Sowohl in der Fahrer- als auch in der Konstrukteurswertung blieben die ersten drei Plätze unverändert.

## Meldeliste
| Team                        | Nr. | Fahrer                   | Chassis         | Motor                 | Reifen |
| --------------------------- | --- | ------------------------ | --------------- | --------------------- | ------ |
| Mild Seven Benetton Renault | 01  | Michael Schumacher       | Benetton B195   | Renault 3.0 V10       | G      |
| Mild Seven Benetton Renault | 02  | Johnny Herbert           | Benetton B195   | Renault 3.0 V10       | G      |
| Nokia Tyrrell Yamaha        | 03  | Ukyō Katayama            | Tyrrell 023     | Yamaha 3.0 V10        | G      |
| Nokia Tyrrell Yamaha        | 04  | Mika Salo                | Tyrrell 023     | Yamaha 3.0 V10        | G      |
| Rothmans Williams Renault   | 05  | Damon Hill               | Williams FW17   | Renault 3.0 V10       | G      |
| Rothmans Williams Renault   | 06  | David Coulthard          | Williams FW17   | Renault 3.0 V10       | G      |
| Marlboro McLaren Mercedes   | 07  | Mark Blundell            | McLaren MP4/10B | Mercedes-Benz 3.0 V10 | G      |
| Marlboro McLaren Mercedes   | 08  | Mika Häkkinen            | McLaren MP4/10B | Mercedes-Benz 3.0 V10 | G      |
| Footwork Hart               | 09  | Massimiliano Papis       | Footwork FA16   | Hart 3.0 V8           | G      |
| Footwork Hart               | 10  | Taki Inoue               | Footwork FA16   | Hart 3.0 V8           | G      |
| Total Jordan Peugeot        | 14  | Rubens Barrichello       | Jordan 195      | Peugeot 3.0 V10       | G      |
| Total Jordan Peugeot        | 15  | Eddie Irvine             | Jordan 195      | Peugeot 3.0 V10       | G      |
| Pacific Grand Prix Ltd      | 16  | Bertrand Gachot          | Pacific PR02    | Ford ED 3.0 V8        | G      |
| Pacific Grand Prix Ltd      | 17  | Andrea Montermini        | Pacific PR02    | Ford ED 3.0 V8        | G      |
| Parmalat Forti Ford         | 21  | Pedro Diniz              | Forti FG01      | Ford ED 3.0 V8        | G      |
| Parmalat Forti Ford         | 22  | Roberto Moreno           | Forti FG01      | Ford ED 3.0 V8        | G      |
| Minardi Scuderia Italia     | 23  | Pierluigi Martini        | Minardi M195    | Ford EDM 3.0 V8       | G      |
| Minardi Scuderia Italia     | 24  | Luca Badoer              | Minardi M195    | Ford EDM 3.0 V8       | G      |
| Ligier Gitanes Blondes      | 25  | Martin Brundle           | Ligier JS41     | Mugen-Honda 3.0 V10   | G      |
| Ligier Gitanes Blondes      | 26  | Olivier Panis            | Ligier JS41     | Mugen-Honda 3.0 V10   | G      |
| Scuderia Ferrari SpA        | 27  | Jean Alesi               | Ferrari 412T2   | Ferrari 3.0 V12       | G      |
| Scuderia Ferrari SpA        | 28  | Gerhard Berger           | Ferrari 412T2   | Ferrari 3.0 V12       | G      |
| Red Bull Sauber Ford        | 29  | Jean-Christophe Boullion | Sauber C14      | Ford Zetec-R 3.0 V8   | G      |
| Red Bull Sauber Ford        | 30  | Heinz-Harald Frentzen    | Sauber C14      | Ford Zetec-R 3.0 V8   | G      |

## Klassifikationen

### Qualifying
| Pos. | Fahrer                   | Konstrukteur       | Q1         | Q2         | Start |
| ---- | ------------------------ | ------------------ | ---------- | ---------- | ----- |
| 01   | Damon Hill               | Williams-Renault   | 1:28,124   | 1:48,800   | 01    |
| 02   | Michael Schumacher       | Benetton-Renault   | 1:28,397   | 1:48,204   | 02    |
| 03   | David Coulthard          | Williams-Renault   | 1:28,947   | 1:48,012   | 03    |
| 04   | Gerhard Berger           | Ferrari            | 1:29,657   | 1:51,818   | 04    |
| 05   | Johnny Herbert           | Benetton-Renault   | 1:29,867   | 1:55,011   | 05    |
| 06   | Jean Alesi               | Ferrari            | 1:29,874   | 1:48,205   | 06    |
| 07   | Eddie Irvine             | Jordan-Peugeot     | 1:30,083   | 1:51,045   | 07    |
| 08   | Mika Häkkinen            | McLaren-Mercedes   | 1:30,140   | keine Zeit | 08    |
| 09   | Rubens Barrichello       | Jordan-Peugeot     | 1:30,354   | 1:49,152   | 09    |
| 10   | Mark Blundell            | McLaren-Mercedes   | 1:30,453   | 56:10,060  | 10    |
| 11   | Martin Brundle           | Ligier-Mugen-Honda | 1:30,946   | 1:49,414   | 11    |
| 12   | Heinz-Harald Frentzen    | Sauber-Ford        | 1:31,602   | 1:51,059   | 12    |
| 13   | Olivier Panis            | Ligier-Mugen-Honda | 1:31,482   | 1:51,657   | 13    |
| 14   | Ukyō Katayama            | Tyrrell-Yamaha     | 1:32,087   | 1:52,054   | 14    |
| 15   | Pierluigi Martini        | Minardi-Ford       | 1:32,259   | 2:13,471   | 15    |
| 16   | Jean-Christophe Boullion | Sauber-Ford        | 1:33,166   | 1:51,086   | 16    |
| 17   | Massimiliano Papis       | Footwork-Hart      | 1:34,154   | 1:53,097   | 17    |
| 18   | Luca Badoer              | Minardi-Ford       | 1:34,556   | 1:53,097   | 18    |
| 19   | Taki Inoue               | Footwork-Hart      | 1:35,323   | keine Zeit | 19    |
| 20   | Pedro Diniz              | Forti-Ford         | 1:36,023   | 5:51,829   | 20    |
| 21   | Bertrand Gachot          | Pacific-Ford       | 1:36,076   | keine Zeit | 21    |
| 22   | Roberto Moreno           | Forti-Ford         | 1:36,651   | 1:56,674   | 22    |
| 23   | Mika Salo                | Tyrrell-Yamaha     | keine Zeit | 1:48,639   | 23    |
| 24   | Andrea Montermini        | Pacific-Ford       | keine Zeit | 1:52,398   | 24    |

### Rennen
| Pos. | Fahrer                   | Konstrukteur       | Runden | Stopps | Zeit        | Start | Schnellste Runde |
| ---- | ------------------------ | ------------------ | ------ | ------ | ----------- | ----- | ---------------- |
| 01   | Johnny Herbert           | Benetton-Renault   | 61     | 2      | 1:34:35,093 | 05    | 1:31,149 (32.)   |
| 02   | Jean Alesi               | Ferrari            | 61     | 2      | + 16,479    | 06    | 1:30,768 (38.)   |
| 03   | David Coulthard          | Williams-Renault   | 61     | 3      | + 23,888    | 03    | 1:30,812 (42.)   |
| 04   | Olivier Panis            | Ligier-Mugen-Honda | 61     | 3      | + 1:33,168  | 13    | 1:31,393 (37.)   |
| 05   | Mark Blundell            | McLaren-Mercedes   | 61     | 2      | + 1:48,172  | 10    | 1:31,694 (54.)   |
| 06   | Heinz-Harald Frentzen    | Sauber-Ford        | 60     | 1      | + 1 Runde   | 12    | 1:33,012 (27.)   |
| 07   | Pierluigi Martini        | Minardi-Ford       | 60     | 1      | + 1 Runde   | 15    | 1:33,774 (53.)   |
| 08   | Mika Salo                | Tyrrell-Yamaha     | 60     | 2      | + 1 Runde   | 23    | 1:33,081 (41.)   |
| 09   | Jean-Christophe Boullion | Sauber-Ford        | 60     | 2      | + 1 Runde   | 16    | 1:32,588 (58.)   |
| 10   | Luca Badoer              | Minardi-Ford       | 60     | 1      | + 1 Runde   | 18    | 1:33,631 (31.)   |
| 11   | Rubens Barrichello       | Jordan-Peugeot     | 59     | 3      | DNF         | 09    | 1:30,841 (38.)   |
| 12   | Bertrand Gachot          | Pacific-Ford       | 58     | 2      | + 3 Runden  | 21    | 1:36,313 (08.)   |
| –    | Roberto Moreno           | Forti-Ford         | 48     | 2      | DNF         | 22    | 1:37,734 (04.)   |
| –    | Michael Schumacher       | Benetton-Renault   | 45     | 1      | DNF         | 02    | 1:30,271 (28.)   |
| –    | Damon Hill               | Williams-Renault   | 45     | 2      | DNF         | 01    | 1:29,752 (37.)   |
| –    | Massimiliano Papis       | Footwork-Hart      | 28     | 1      | DNF         | 17    | 1:34,633 (21.)   |
| –    | Ukyō Katayama            | Tyrrell-Yamaha     | 22     | 0      | DNF         | 14    | 1:33,242 (20.)   |
| –    | Andrea Montermini        | Pacific-Ford       | 21     | 1      | DNF         | 24    | 1:36,445 (08.)   |
| –    | Mika Häkkinen            | McLaren-Mercedes   | 20     | 0      | DNF         | 08    | 1:31,901 (17.)   |
| –    | Gerhard Berger           | Ferrari            | 20     | 1      | DNF         | 04    | 1:31,435 (16.)   |
| –    | Martin Brundle           | Ligier-Mugen-Honda | 16     | 0      | DNF         | 11    | 1:31,881 (09.)   |
| –    | Taki Inoue               | Footwork-Hart      | 16     | 0      | DNF         | 19    | 1:35,021 (15.)   |
| –    | Pedro Diniz              | Forti-Ford         | 13     | 2      | DNF         | 20    | 1:37,859 (04.)   |
| –    | Eddie Irvine             | Jordan-Peugeot     | 2      | 0      | DNF         | 07    | 1:43,961 (02.)   |

## WM-Stände nach dem Rennen
Die ersten sechs Fahrer eines Rennens bekamen 10, 6, 4, 3, 2 und 1 Punkt(e).

### Fahrerwertung
| Pos. | Fahrer                | Konstrukteur       | Punkte |
| ---- | --------------------- | ------------------ | ------ |
| 01   | Michael Schumacher    | Benetton-Renault   | 46     |
| 02   | Damon Hill            | Williams-Renault   | 35     |
| 03   | Jean Alesi            | Ferrari            | 32     |
| 04   | Johnny Herbert        | Benetton-Renault   | 22     |
| 05   | David Coulthard       | Williams-Renault   | 17     |
| 06   | Gerhard Berger        | Ferrari            | 17     |
| 07   | Rubens Barrichello    | Jordan-Peugeot     | 7      |
| 08   | Olivier Panis         | Ligier-Mugen-Honda | 7      |
| 09   | Eddie Irvine          | Jordan-Peugeot     | 6      |
| 10   | Mika Häkkinen         | McLaren-Mercedes   | 5      |
| 11   | Mark Blundell         | McLaren-Mercedes   | 5      |
| 12   | Heinz-Harald Frentzen | Sauber-Ford        | 5      |
| 13   | Martin Brundle        | Ligier-Mugen-Honda | 3      |
| 14   | Gianni Morbidelli     | Footwork-Hart      | 1      |
| 15   | Mika Salo             | Tyrrell-Yamaha     | 0      |

| Pos. | Fahrer                   | Konstrukteur       | Punkte |
| ---- | ------------------------ | ------------------ | ------ |
| 16   | Pierluigi Martini        | Minardi-Ford       | 0      |
| 17   | Jean-Christophe Boullion | Sauber-Ford        | 0      |
| 18   | Luca Badoer              | Minardi-Ford       | 0      |
| 19   | Aguri Suzuki             | Ligier-Mugen-Honda | 0      |
| 20   | Ukyō Katayama            | Tyrrell-Yamaha     | 0      |
| 21   | Domenico Schiattarella   | Simtek-Ford        | 0      |
| 22   | Taki Inoue               | Footwork-Hart      | 0      |
| 23   | Andrea Montermini        | Pacific-Ford       | 0      |
| 24   | Pedro Diniz              | Forti-Ford         | 0      |
| 25   | Nigel Mansell            | McLaren-Mercedes   | 0      |
| 26   | Bertrand Gachot          | Pacific-Ford       | 0      |
| 27   | Jos Verstappen           | Simtek-Ford        | 0      |
| 28   | Karl Wendlinger          | Sauber-Ford        | 0      |
| 29   | Roberto Moreno           | Forti-Ford         | 0      |
| –    | Massimiliano Papis       | Footwork-Hart      | 0      |

### Konstrukteurswertung
| Pos. | Konstrukteur       | Punkte |
| ---- | ------------------ | ------ |
| 01   | Benetton-Renault   | 58     |
| 02   | Ferrari            | 49     |
| 03   | Williams-Renault   | 46     |
| 04   | Jordan-Peugeot     | 13     |
| 05   | McLaren-Mercedes   | 10     |
| 06   | Ligier-Mugen-Honda | 10     |
| 07   | Sauber-Ford        | 5      |

| Pos. | Konstrukteur   | Punkte |
| ---- | -------------- | ------ |
| 08   | Footwork-Hart  | 1      |
| 09   | Tyrrell-Yamaha | 0      |
| 10   | Minardi-Ford   | 0      |
| 11   | Simtek-Ford    | 0      |
| 12   | Pacific-Ford   | 0      |
| 13   | Forti-Ford     | 0      |

Anmerkungen
1. 1 2  Benetton-Renault und Williams-Renault erhielten beim Großen Preis von Brasilien keine Konstrukteurspunkte (zehn bzw. sechs) wegen Verwendung nicht regelkonformen Treibstoffs.